# Richard Núñez
Richard Darío Núñez Pereyra (Montevideo, 16 de febrero de 1976) es un exjugador de fútbol uruguayo que jugaba como mediapunta, su último equipo fue Rampla Juniors de Uruguay.

## Trayectoria
Inició su carrera en Danubio. Después tuvo un paso en el fútbol suizo con el Grasshopper. Jugó cuatro temporadas en el fútbol suizo y fue transferido al Atlético de Madrid, donde llegó con la vitola del mejor lanzador de faltas del mundo.
En la temporada Apertura 2005 el Cruz Azul de México logró adquirirlo, con un debut magnífico contra los Tecos, anotando 4 goles. Sin embargo, esa temporada tuvo pocos minutos y terminó siendo transferido en préstamo al Club Pachuca para el torneo Clausura 2006. Núñez fue figura en aquella temporada con los Tuzos del Pachuca, donde logró el campeonato, anotando el penal que le daría el título a este equipo ante el San Luis. Núñez logró en aquella temporada de ensueño 10 goles en 23 partidos, los cuales le valieron para que en sus cortos 6 meses en que defendió la playera de los Tuzos, se convirtiera en un referente para la historia del Pachuca. Ahí nació su apodo “Súper Richard”.
A la temporada siguiente volvería a Cruz Azul. Tuvo un desempeño mediano en su regreso con el equipo Azul, disputó 56 partidos anotando 17 goles, llegó a tener brillantes actuaciones cuando enfrentó a su exequipo, Pachuca, llegando a anotar golazos en dichos enfrentamientos. 
En el 2008 Núñez despertó el interés del Club América y fue transferido; anotó gol en su debut con el América enfrentando en la semifinal del torneo InterLiga al Club Toluca; tan solo 15 días después de haber dejado a Cruz Azul, el destino lo haría enfrentarlos, ahora defendiendo la playera de las Águilas del América, disputando la final del torneo InterLiga en donde hizo las declaraciones: “Tres palabras, ‘somos más grandes’(refiriéndose a su actual equipo, América)”, las cuales generarían polémica para dicho enfrentamiento, finalmente Richard alzaría en aquella ocasión el trofeo con el Club América, lamentablemente no tuvo mucha actividad con el conjunto de las Águilas, en parte debido al cambio de técnico, anotando tan solo un gol a los Pumas de la UNAM. Núñez disputó 15 juegos oficiales con el América. 
Finalmente retornó a su país para incorporarse al Peñarol, quedando libre luego de no cumplir con las expectativas del club. Posterior a su pasaje por el equipo aurinegro, fichó por el equipo de Rampla Juniors Fútbol Club, club con el cual descendió a la Segunda División de Uruguay, a pesar de ser una de las figuras del Picapiedra. En el 2012 fue contratado por el Danubio Fútbol Club, equipo que lo vio nacer como jugador, y a principios del 2014 retorna al equipo de Rampla, con el que consigue el ascenso a la Primera División. Al terminar el torneo Clausura 2015 se retira del fútbol profesional.

## Clubes
| Club               | País    | Año       | Partidos | Goles |
| ------------------ | ------- | --------- | -------- | ----- |
| Danubio            | Uruguay | 1996-2000 | 26       | 2     |
| Grasshoper         | Suiza   | 2001-2004 | 118      | 75    |
| Atlético de Madrid | España  | 2005      | 11       | 2     |
| Cruz Azul          | México  | 2005      | 12       | 4     |
| Pachuca (cedido)   | México  | 2006      | 23       | 10    |
| Cruz Azul          | México  | 2006-2007 | 56       | 17    |
| América            | México  | 2008      | 26       | 2     |
| Peñarol            | Uruguay | 2008-2009 | 21       | 7     |
| Rampla Juniors     | Uruguay | 2009-2011 | 49       | 14    |
| Danubio            | Uruguay | 2012-2013 | 24       | 2     |
| Rampla Juniors     | Uruguay | 2014-2015 | 33       | 11    |

## Palmarés

### Campeonatos nacionales
| Título          | Club       | País   | Año  |
| --------------- | ---------- | ------ | ---- |
| Superliga       | Grasshoper | Suiza  | 2001 |
| Superliga       | Grasshoper | Suiza  | 2003 |
| Torneo Clausura | Pachuca    | México | 2006 |
| Interliga       | América    | México | 2008 |

### Campeonatos internacionales
| Título            | Club      | Sede           | Año  |
| ----------------- | --------- | -------------- | ---- |
| Copa Panamericana | Cruz Azul | Estados Unidos | 2007 |

### Distinciones individuales
| Distinción                                          | Año  |
| --------------------------------------------------- | ---- |
| Máximo goleador de la Superliga de Suiza (28 goles) | 2002 |
| Máximo goleador de la Superliga de Suiza (27 goles) | 2003 |